# Poliptoton
Poliptoton (gr. πολύπτωτον polýptōton, łac. trāductiō, pol. przeniesienie) – figura retoryczna polegająca na powtarzaniu wyrazu ze zmianą jego przypadka lub liczby, np. Człowiek człowiekowi wilkiem.